# Мадьяр, Петер
Петер Мадьяр (венг. Magyar Péter; род. 16 марта 1981, Будапешт) — венгерский юрист и политик, депутат Европарламента с 2024 года. С 2024 года является председателем крупнейшей оппозиционной партии «Тиса». Ожидается, что он выступит главным оппонентом нынешнему премьер-министру Орбану на парламентских выборах в 2026 году.

## Биография
Родился 16 марта 1981 года в Будапеште. С августа 2006 по март 2023 года был женат на Юдит Варге. У пары троя сыновей.
Его двоюродный дед Ференц Мадл был тоже политиком и президентом Венгрии с 2000 по 2005 год.

## Политическая деятельность
Некоторое время проработал в «Фидес», правящей с 2010 года партии. Его тогдашняя супруга была министром юстиции в правительстве Орбана. Когда она оказалась вовлечённой в педофильский скандал вокруг решения о помиловании замдиректора детского дома из Бичке, повлёкший сложение ею депутатского мандата (и отставку президента Каталин Новак) в феврале 2024 года, Мадьяр как её бывший муж привлёк к себе общенациональное внимание, обвинив власти и партию «Фидес» в коррумпированности и объявив о наличии у него компромата на высокопоставленных функционеров.
В 2024 году вступил в партию Тиса, которая после присоединения Мадьяра быстро приобрела популярность.